# Luxembourg au Concours Eurovision de la chanson 1988
Le Luxembourg a participé au Concours Eurovision de la chanson 1988, le 30 avril à Dublin. C'est la 32e participation luxembourgeoise au Concours Eurovision de la chanson.
Le pays est représenté par la chanteuse Lara Fabian et la chanson Croire, sélectionnées en interne par RTL Télévision.

## Sélection interne
Le radiodiffuseur luxembourgeois, RTL Télévision, choisit l'artiste et la chanson en interne pour représenter le Luxembourg au Concours Eurovision de la chanson 1988.
| Artiste     | Chanson | Langue   |
| ----------- | ------- | -------- |
| Lara Fabian | Croire  | Français |

Lors de cette sélection, c'est la chanson Croire, interprétée par Lara Fabian, qui fut choisie. 
Le chef d'orchestre sélectionné pour le Luxembourg à l'Eurovision est Régis Dupré.

## À l'Eurovision

### Points attribués par le Luxembourg
| 12 points | Pays-Bas    |
| 10 points | France      |
| 8 points  | Royaume-Uni |
| 7 points  | Yougoslavie |
| 6 points  | Espagne     |
| 5 points  | Israël      |
| 4 points  | Turquie     |
| 3 points  | Suède       |
| 2 points  | Italie      |
| 1 point   | Suisse      |

### Points attribués au Luxembourg
| 12 points                     | 10 points            | 8 points      | 7 points                    | 6 points   |
| ----------------------------- | -------------------- | ------------- | --------------------------- | ---------- |
| - Finlande - Irlande - Suisse | - Suède              | - Belgique    | - Royaume-Uni               | - Norvège  |
| 5 points                      | 4 points             | 3 points      | 2 points                    | 1 point    |
| - Pays-Bas                    | - Islande - Portugal | - Yougoslavie | - Danemark - Grèce - Italie | - Autriche |

Lara Fabian interprète Croire en dix-septième position lors de la soirée du concours, suivant la Belgique et précédant l'Italie.
Au terme du vote final, le Luxembourg termine 4e sur 21 pays, ayant reçu 90 points,. Le Luxembourg attribue ses douze points aux Pays-Bas.